# Björn Levin
Björn Levin, född 31 juli 1986, är en svensk cykeltrialförare tävlande för Örby-Svansjö MHF/Kinna MK och flerfaldig svensk mästare. 
Björn Levin började med Mc-trail 1994 i fadern Per-Anders Levins fotspår. Han bytte 1995 till cykeltrial och körde av en slump vad som visade sig vara Sveriges första cykeltrialtävling i Tranemo.
Han vinner sin första tävling i nybörjarklassen året därpå. 1997 vinner han JSM som då körs i B-klassen efter att ha vunnit samtliga deltävlingar. Tävlande för team Monty international. 1998 gör han internationell debut med en femteplats i Spaniens VM-deltävling. På hemmaplan går han upp en klass och vinner A-cupen. 1999 körs det fler VM-deltävlingar och på hemmaplan vinner han samtliga deltävlingar i A-cupen, tävlande för team Crescent Sverige.
År 2000 går han upp i Elitklassen nationellt, trots att han bara är 13 år i början av säsongen. 2001 slutar han 3:a totalt i SM. 2002 slutar han 2:a totalt i SM och kör här för team Koxx international. 2003 tar han sitt första SM-guld genom att besegra Martin Kleivard som vunnit samtliga SM-tecken sen starten 1995.
År 2008 vinner han EM i senior-klassen i Belgien.
År 2010 vinner han VM-silver i senior-klassen och kvalificerar sig som första svensk till Elitklassen där han tar bronsmedalj i både EM och Europacupen 2011. 
Efter flera framgångsrika säsonger tar Björn Levin 2013 sitt 10:e SM-guld.